# Bury a Friend
«Bury a Friend» — третій сингл американської співачки Біллі Айліш з її дебютного студійного альбому When We All Fall Asleep, Where Do We Go? (2019). Айліш та її брат Фіннеас О'Коннел написали пісню у співавторстві.
Трек отримав загалом позитивні відгуки від музичних критиків. Пісню також порівнювали з музикою Marilyn Manson, Lorde та Каньє Веста. Вона досягла комерційного успіху, в тому числі посіла перше місце в Швеції та Латвії й потрапила до першої десятки в Новій Зеландії, Канаді, Австралії та Великої Британії. 
Майкл Чавес зняв музичне відео на «Bury a Friend», яке було завантажено на канал Айліш на YouTube одночасно з першим релізом пісні. 

## Передісторія та реліз
29 січня 2019 року Біллі Айліш офіційно оголосила про вихід альбому When We All Fall Sleep, Where Do We Go?, а також повідомила, що випустить сингл наступного дня о 9 ранку (за тихоокеанським часом). Крім того, вона опублікувала 16-секундний тизер пісні. Зрештою трек «Bury a Friend» було випущено в заплановану дату, прем'єра якого відбулася в шоу Зейна Лоу Beats 1.
Пісню Айліш написала разом зі своїм братом Фіннеасом О'Коннеллом. Мастерингом пісні займався Джон Грінхем, а зведенням — Роб Кінельскі. Створення пісні відбувалося в Чикаго, куди Айліш разом з братом приїжджала на музичний фестиваль Lollapalooza. Співачка вважає, що трек «Bury a Friend» став джерелом натхнення для всього альбому, заявивши, що «він [альбом] дозрів у її голові, коли пісня була створена».

## Композиція
У рецензіях преси, «Bury a Friend» описували як синті-поп, електроніку, електропоп та індастріал музику. Ритм пісні часто порівнювали з «Black Skinhead» Каньє Веста (2013). Мелодію, представлену під час приспіву, порівнюють з піснею «People Are Strange» гурту The Doors. Сюзі Експозіто з Rolling Stone назвала пісню «готичним R&B», що нагадує альбом Antichrist Superstar Меріліна Менсона (1996). Пісня помірно швидка, 120 ударів на хвилину, і написана в тональності соль мінор.
За словами Айліш, «темний» і «жорстокий» текст треку написаний з погляду монстра під чиїмось ліжком.

## Критичне та комерційне сприйняття
Композиція загалом була схвально зустрінута музичними експертами та критиками. Consequence of Sound назвав «Bury a Friend» найкращою піснею тижня й «дійсно ідеальним поєднанням страху та заспокоєння». Томас Сміт з журналу NME назвав трек найкращим і порівняв його з піснею «Royals» співачки Lorde. 
Хлоя Гілк з видання Uproxx назвала «Bury a Friend» найкращим синглом Біллі Айліш, і заявила, що це «доводить, що мільйони молодих людей, одержимих її атмосферною та дивною популярністю, знають, про що говорять». The Music Network назвав трек «диявольським шедевром».
Трек дебютував на 74-му місці в американському хіт-параді Billboard Hot 100 з 29,1 млн стримів і 18,000 завантажень в перший тиждень, потім піднявшись до 14-го місця, що стало найкращим досягненням Айліш у кар'єрі в США. Пісня також стала першим номером один для співачки в радіо чарті Billboard, а в травні 2019 року очолила чарт альтернативних пісень США. У Великій Британії пісня дебютувала на сьомому місці, ставши першим синглом співачки в десятці найкращих і дебютувала на 2-му місці в Ірландії, поступившись лише хіту «7 Rings» у виконанні Аріани Ґранде. Трек отримав кілька сертифікацій, зокрема тричі платинову від Асоціації звукозаписної індустрії Америки (RIAA).

## Просування
Пісня була представлена в телесеріалі «Суспільство». Кейтлін Рейлі відзначила схожість між текстом пісні й сюжетом серіалу. У жовтні 2021 року ремікс «Bury a Friend» Кріса Авангарда був використаний у трейлері «Зомбі» для Call of Duty: Vanguard. Трек також з'явився у п’ятому епізоді четвертого сезону Netflix, «Великий рот», у мультфільмі 2021 року «Співай 2» та у фільмі «Кімі».
Музичне відео зняв режисер Майкл Чавес. Реліз відбувся 30 січня 2019 року на YouTube. Критики порівнювали візуальне зображення з роботами Еліс Ґлас, Кріса Каннінгема та Флорії Сіґісмонді, з фільмами «Суспірія» (2018) і «Пастка» (2017), телесеріалом «Привиди будинку на пагорбі» і романом Стівена Кінга 1977 року «Сяйво». Британський репер Крукс (Crooks) з'являється в пісні та в музичному відео.

## Учасники запису
- Біллі Айліш — вокал, авторка пісні.
- Фіннеас О'Коннелл — продюсер, автор пісні.
- Джон Грінхем – мастеринг.
- Роб Кінельскі – зведення.